# Internationaal Verdrag inzake opsporing en redding op zee
Het Internationaal Verdrag inzake opsporing en redding op zee (International Convention on Maritime Search and Rescue, SAR-verdrag) is een internationaal verdrag van de Internationale Maritieme Organisatie dat dient om een plan op te stellen voor opsporing en redding (search-and-rescue, SAR) zodanig dat, waar een persoon op zee ook in nood is, de redding gecoördineerd wordt door een SAR-organisatie.
De wereld is in 13 delen onderverdeeld waarbij de verschillende aangrenzende landen een SAR-verantwoordelijkheid hebben. 
Het verdrag werd op 27 april 1979 in Hamburg overeengekomen en trad op 22 juni 1985 in werking. Het is tweemaal gewijzigd, de eerste keer in 1998 met resolutie MSC.70(69), de tweede keer in 2004 met resolutie MSC.155(78).
Volgend uit het SAR-verdrag heeft de IMO in samenwerking met de ICAO het Handboek voor de Internationale Luchtvaart en Maritieme Opsporing en Redding (International Aeronautical and Maritime Search and Rescue Manual, IAMSAR) opgesteld